# ボンバーマン・チェインズ
『ボンバーマン・チェインズ』 (Bomberman Chains) は、2011年2月10日にハドソンから発売された iOS（iPhone / iPod touch）用アクションパズル。
ハドソンから発売された最後のボンバーマンシリーズ作品である。

## 概要
敵キャラを縦または横に3つ以上並べて消していくマッチ3ゲーム。ファミコン版『ボンバーマン』に登場した敵キャラが、手描きイラスト風で再登場している。
連続して消すと「チェイン」となり高得点となるが、消えている間も敵キャラを並べ替えて「チェイン」を増やすことが出来る。
敵キャラを一度に4つ以上並べて消すとボンバーマンによりボムが配置され、タッチで爆破出来る。「チェイン」をすると火力ゲージが上がり（なにもしないとゲージが下がる）、ゲージがいっぱいになるとボムの火力が上がる（最大7）。誘爆で敵キャラを大量に消すと高得点となる。

## モード
- Play
ステージ毎に異なる条件（ボムのみ、一定回数以上のチェインのみなど）をクリアしていく。全50ステージ。画面下にあるタイムゲージが尽きるとゲームオーバーだが、ゲージは「チェイン」をすると回復する。
- 30 seconds
30秒間の時間制限モード
- 60 seconds
60秒間の時間制限モード